# Kfar Shamai
Kfar Shamaï (hébreu: כפר שמאי) est un moshav en Haute-Galilée près de la ville de Safed, dans le nord d'Israël. Il dépend du Conseil régional de Merom Hagalil.
Le moshav a été fondé en 1949 par des immigrants juifs venus du Yémen. Cette immigration a pour l'essentiel cessé à partir de 2006. Au cours des années, des immigrés juifs venus de Roumanie et du Maroc se sont joints à eux.
Le nom de « Kfar Shamai » fait référence à Shammaï l'Ancien, qui était le partenaire de Hillel l'Ancien dans la période des Zougots. Selon la tradition juive, Shammaï a été enterré dans Har Meron (le Mont Méron) ou sur la Colline Shammaï près du village.